# Accidente aéreo de Lynyrd Skynyrd
El accidente aéreo de Lynyrd Skynyrd fue un siniestro ocurrido el 20 de octubre de 1977 cuando un Convair CV-240 en el que viajaba la banda de rock Lynyrd Skynyrd se estrelló en un área boscosa en Gillsburg, Misisipi (Estados Unidos). Al momento del desastre el vuelo se encontraba hacia el final de su ruta desde Greenville, Carolina del Sur, hasta Baton Rouge, Luisiana.
El vocalista principal y fundador Ronnie Van Zant, el guitarrista y vocalista Steve Gaines, la corista Cassie Gaines (hermana mayor de Steve), el road manager Dean Kilpatrick, el piloto Walter McCreary y el copiloto William Gray murieron en el accidente. La tragedia interrumpió abruptamente la trayectoria de Lynyrd Skynyrd hasta que Johnny, hermano menor de Van Zant, reformó la banda diez años después.

## Accidente

### Contexto
El 20 de octubre de 1977, tres días después del lanzamiento del álbum Street Survivors, Lynyrd Skynyrd actuó en el Greenville Memorial Auditorium en Greenville, Carolina del Sur, y abordó posteriormente un Convair CV-240 rumbo a Baton Rouge, Luisiana, donde la banda tenía previsto dar un concierto en la Universidad Estatal de Luisiana.

### Impacto
El avión empezó a quedarse sin combustible hacia el final del trayecto, en torno a las 18:30 horas. Uno de los supervivientes, Marc Frank, declaró haber visto cómo el motor derecho empezó a soltar gasolina durante el vuelo hasta que finalmente se detuvo y comenzaron una serie de turbulencias. Los pilotos intentaron mantener estable el avión para evitar que el aparato hiciese trombos, deteniéndose entonces el motor izquierdo y quedándose la aeronave sin combustible a más de 3000 metros de altura. Los pilotos habían tratado al parecer de transferir gasolina del motor izquierdo al derecho, lo que había ocasionado la pérdida total de carburante, esto último debido probablemente a una fuga puesto que el avión había repostado 400 galones de combustible bajo en plomo de 100 octanos en Grenville a las 16:02 horas. Al percatarse de este inconveniente, los pilotos trataron de dirigirse al aeropuerto del condado de McComb-Pike, cerca de 16 kilómetros al noreste del lugar del siniestro en el condado de Amite, en Misisipi, aunque pronto se dieron cuenta de que no podrían llegar hasta allí. Como último recurso, intentaron un aterrizaje de emergencia en un campo abierto ubicado a una distancia de alrededor de 275 metros del lugar del impacto. McCreary y Gray pusieron el avión a 90 grados, con sus alas perpendiculares al suelo. Durante 10 minutos intentaron estabilizar la aeronave a medida que esta descendía. Pese a sus esfuerzos, aproximadamente a las 18:52 horas,: 3  cerca de Gillsburg, Misisipi, el avión pasó rozando las copas de varios árboles durante 90 metros; las ramas comenzaron a golpear el aparato, arrancando las alas, la cabina y la cola del avión. El resto del fuselaje, con 24 pasajeros a bordo, impactó contra el suelo y avanzó durante 150 metros chocando contra árboles y rocas en una zona pantanosa. El hecho de que no quedase combustible en el avión ayudó a que hubiese menos fallecidos al no producirse ninguna explosión.
Varios testigos recordaron haber visto a Ronnie Van Zant tumbado en el suelo con una almohada debido a que la noche anterior había permanecido despierto y necesitaba descansar. Por su parte, varios de los otros miembros de la banda pasaron el tiempo jugando al póker. En algún momento todos los pasajeros fueron conscientes de que algo no iba bien; el batería Artimus Pyle entró en la cabina y el piloto Walter McCreary, aterrorizado, le pidió dar media vuelta y advertir a todo el mundo que se abrocharse el cinturón, debiendo Pyle despertar a Van Zant, quien se mostró molesto por ello. Cuando la gravedad de la situación se hizo evidente, todos los pasajeros se sentaron en silencio y algunos empezaron a rezar. El guitarrista Gary Rossington declaró haberse sentido como si estuviese rodando colina abajo dentro de un cubo de basura y al mismo tiempo haber escuchado un sonido similar al de cientos de bates de béisbol golpeando el fuselaje a medida que el avión impactaba contra los árboles; el sonido fue intensificándose hasta que Rossington sufrió un golpe y perdió el conocimiento (posteriormente se despertaría con la puerta del avión encima de él).
La nariz del teclista Billy Powell resultó casi amputada en el impacto, sufriendo severas mutilaciones faciales y profundas laceraciones en su pierna derecha. Décadas después, Powell habló detalladamente acerca de los últimos momentos del vuelo en un especial de Behind The Music del canal VH1, declarando que Van Zant, quien no llevaba puesto el cinturón de seguridad, salió despedido violentamente de su asiento y murió de forma instantánea cuando su cabeza impactó contra un árbol a medida que el avión se desintegraba. Algunos aspectos del relato de Powell fueron puestos en duda por Pyle y por Judy Van Zant Jenness, viuda de Van Zant, quien publicó el informe de la autopsia en la página web de la banda a principios de 1998, aunque sí se confirmaron otros detalles contados por Powell. Pese a sufrir la rotura de varias costillas, Pyle logró abandonar el lugar del siniestro y avisar de lo ocurrido a un residente de la zona.
Van Zant, Steve Gaines, Cassie Gaines, Dean Kilpatrick y los pilotos Walter McCreary y William Gray murieron en el accidente; Cassie fue la única que no murió de forma instantánea, falleciendo antes de la llegada de auxilio en brazos de Powell a causa de una pérdida masiva de sangre producto de un corte en la garganta de oreja a oreja. Por su parte, los cadáveres de los pilotos seguían sentados en sus asientos, los cuales se hallaban suspendidos boca abajo en un árbol cercano al lugar del siniestro. De los 20 supervivientes, la mayor parte se hallaban sentados en la parte trasera del avión; todos sufrieron heridas de gravedad y fueron trasladados a diferentes hospitales sin ser conscientes de la magnitud del desastre (Rossington no fue informado de la muerte de Van Zant hasta varios días después por su madre en el hospital).

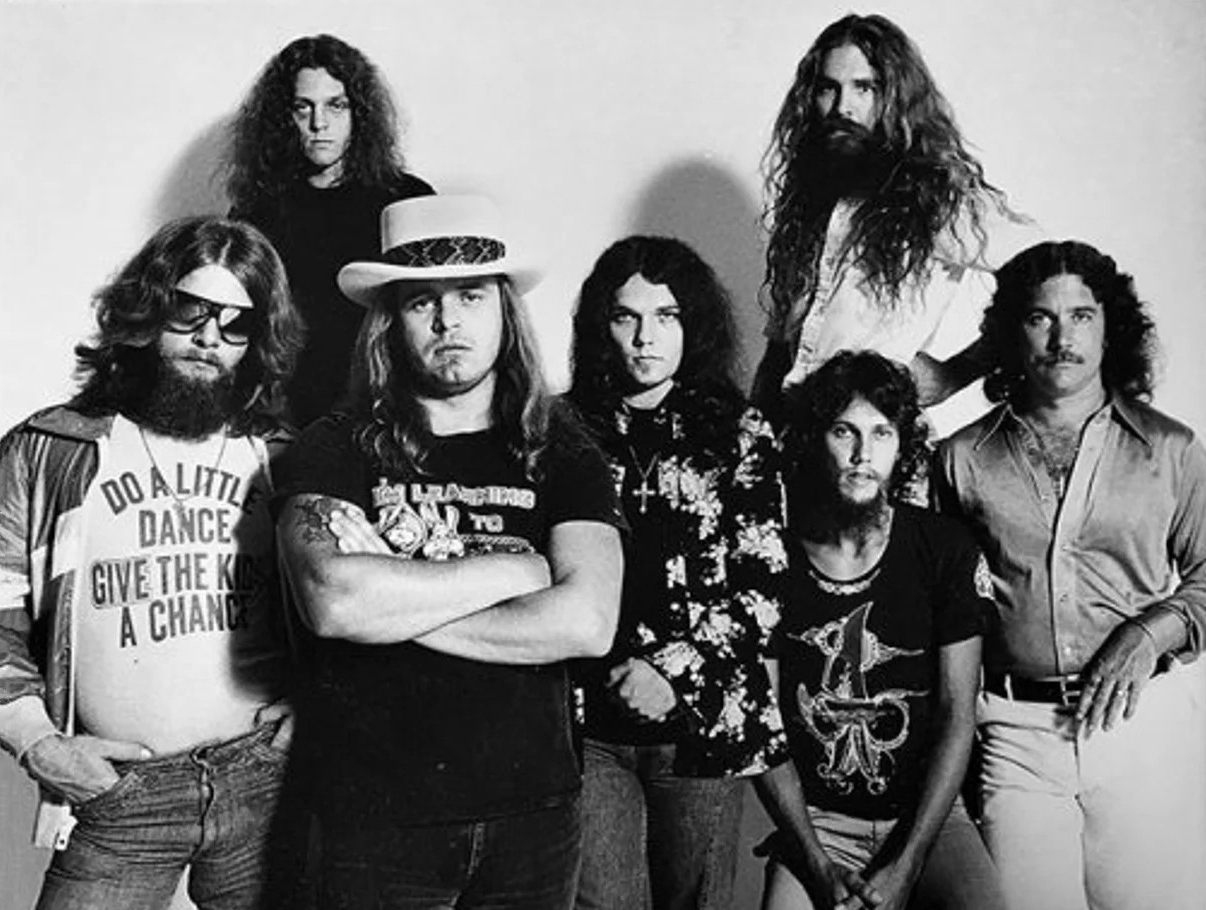
Lynyrd Skynyrd en 1977.

Cassie Gaines sentía tanto miedo por volar en el Convair que tenía previsto viajar en el estrecho camión donde se transportaba el equipo de música, si bien Van Zant la convenció de subir al avión el día del accidente: «Si el Señor quiere que mueras en este avión porque es tu hora, es porque ha llegado. Venga, vamos. Tenemos un concierto que dar». Otra de las tres chicas que componían el coro, JoJo Billingsley, no se hallaba en el avión puesto que se encontraba sometida a tratamiento médico debido a problemas de salud derivados del abuso de sustancias en Senatobia, Misisipi (tenía planeado no obstante reunirse con la banda el 23 de octubre en Little Rock, Arkansas). Billingsley declaró haber soñado con el accidente dos noches antes del mismo y, en consecuencia, haber suplicado por teléfono al guitarrista y miembro fundador Allen Collins no seguir utilizando el Convair:

Tuve un sueño muy real. Vi el avión estrellarse contra el suelo. Les vi gritando y llorando, vi fuego. Me levanté aterrorizada y mi madre corrió a preguntarme qué me pasaba. Le conté que había soñado que el avión se estrellaba y ella me dijo que todo había sido un sueño. Yo le contesté: «¡No, mamá, era demasiado real!».

Uno de los supervivientes, Mark Howard, se había mostrado igualmente reticente a volar en el Convair tras haber presenciado una llamarada de más de 180 centímetros salir despedida del motor derecho en el vuelo anterior. El exguitarrista de la banda Ed King confesaría haber sabido siempre que Lynyrd Skynyrd «no iba a acabar bien» debido a la inclinación del grupo por la bebida y las peleas, aunque reconocería no haber sospechado nunca un final tan trágico, reconociendo haber sentido una gran tristeza tras tener conocimiento de lo ocurrido.
Posteriormente se descubrió que el mismo aparato involucrado en el accidente había sido inspeccionado por miembros del personal de vuelo de Aerosmith para su probable uso en su gira americana de 1977, siendo el avión descartado debido a que se consideró que ni el aparato ni la tripulación eran lo suficientemente adecuados (el jefe adjunto de operaciones de vuelo, Zunk Buker, informó haber visto a los pilotos McCreary y Gray compartir una botella de Jack Daniel's mientras su padre y él inspeccionaban el avión). Los acompañantes de Aerosmith durante la gira quedaron conmocionados al enterarse del accidente debido a que Steven Tyler y Joe Perry habían presionado para que se alquilase el aparato durante el tour.
El vuelo del 20 de octubre era el último que Lynyrd Skynyrd tenía previsto efectuar en el Convair. Según Pyle: «Estábamos volando en un avión que parecía que pertenecía a la familia Clampett». La banda había decidido que su estatus como uno de los grupos de rock más importantes del mundo requería de una mejora en, entre otros aspectos, la seguridad. Tras su llegada a Baton Rouge, la banda planeó adquirir un Learjet con el fin de reemplazar al Convair, de 30 años de antigüedad, algo en lo que todos los miembros estuvieron de acuerdo.

### Rescate
Johnny Mote, un granjero de 22 años, fue el primer residente en prestar auxilio. Tras escuchar el sonido del impacto se acercó en su camioneta para investigar. Al ver a tres hombres (Pyle, Frank y Ken Peden, técnico de sonido del grupo) sucios y llenos de sangre, Mote regresó a su casa, pidió a su esposa cerrar todas las puertas y sacó un rifle de caza para después efectuar un disparo al aire, creyendo que podían tratarse de unos reclusos que se habían fugado de la penitenciaría local la noche anterior (existe controversia sobre si Mote disparó al aire o a Pyle, quien afirmó haber oído un disparo y al instante sentir un fuerte dolor en el hombro). Después de pedirle los tres hombres mediante gritos que no les hiciese daño y tras explicarle lo ocurrido, Mote se apresuró a dar aviso a todos los granjeros de la zona. En total acudieron cerca de 100 personas al lugar del siniestro, socorriendo a las víctimas la mayoría de ellas y dedicándose unos pocos a robar. Las labores de identificación se vieron obstaculizadas por el hecho de que muchos de los pasajeros habían estado jugando al póker y sus billeteras y documentos de identidad se hallaban fuera de sus bolsillos al momento del impacto.
El personal de rescate tuvo que atravesar un arroyo de seis metros el cual cubría hasta la cintura y abrirse paso a través de un bosque cubierto de maleza, excavando al mismo tiempo para liberar vehículos de rescate que se habían quedado atascados en el barro. Los habitantes de la zona trabajaron junto con los oficiales de salvamento y trasladaron a las víctimas a los hospitales en la parte trasera de sus camionetas. Una de las primeras personas en prestar auxilio a las víctimas, el bombero voluntario Jamie Wall, habló 40 años después desde el lugar del siniestro acerca de las acciones de todos los que ayudaron: «Encontré a alguien en el suelo con vida. Cuando caminé hasta el otro lado del avión, me tropecé con otra persona [...] Escuché algunos gritos. Él (Mark Howard) quedó atrapado en un agujero del avión [...] Algunos de ellos (los rescatadores) estaban en esa carretera dirigiendo el tráfico. Algunos de ellos fueron a casa y cogieron tractores. Mi esposa estaba en casa con una Radio CB. Le estoy transmitiendo mensajes por CB, a diez millas de distancia. Había otras personas haciendo los mismo. Mi tío Jimmy Dale, él llamó para decir que el avión había caído. Hubo mucha gente ayudando que no vino hasta aquí».

### Heridos
Collins y el bajista Leon Wilkeson sufrieron heridas y fracturas de gravedad en cuello y brazos; Collins sufrió la rotura de dos vértebras en el cuello y Wilkeson la pérdida de la mayor parte de su dentadura y una perforación en el pulmón izquierdo al incrustársele un hueso del pecho, siendo los brazos de ambos casi amputados a causa de las heridas. Rossington se rompió los brazos y las piernas y sufrió una fractura de pelvis que estuvo al borde de dejarlo paralítico. Leslie Hawkins, la tercera integrante del coro, sufrió una contusión, múltiples laceraciones faciales y la rotura del cuello en tres partes. Pyle se rompió cuatro costillas y Powell sufrió quemaduras en el 75% de su cuerpo además de una fractura en su rodilla izquierda y una fuerte contusión cerebral que le produjo mareos durante casi tres años. Por su parte, Gene Odom, guardaespaldas de Van Zant, sufrió quemaduras graves en un brazo y en la cara y perdió la vista de un ojo como resultado de una bengala de emergencia a bordo del avión que se activó durante el accidente.

## Causas
Hacia las 18:30 horas el piloto había transmitido el siguiente mensaje al Centro de Control de Tráfico Aéreo de Houston: «Estamos bajos de combustible y casi se nos ha acabado». De acuerdo con el informe emitido por la Junta Nacional de Seguridad en el Transporte (NTSB):

[...] la causa probable de este accidente fue el agotamiento de combustible y la pérdida total de potencia de ambos motores debido a la falta de atención de la tripulación al suministro de combustible. Contribuyeron al agotamiento de combustible el inadecuado plan de vuelo y un mal funcionamiento de naturaleza indeterminada del motor derecho lo cual resultó en la «quema» y consumo más alto de lo normal de combustible.

Tras el accidente, la NTSB retiró, inspeccionó y puso a prueba el magneto del motor derecho y descubrió que el mismo operaba con normalidad, concluyendo lo siguiente: «No se hallaron discrepancias mecánicas ni eléctricas durante el examen del magneto derecho». La inspección también estableció que «todas las válvulas de alimentación cruzada y de descarga de combustible estaban en posición cerrada».
Pyle contó en una entrevista años después a Howard Stern que se sabía que el indicador de combustible del avión funcionaba mal y que los pilotos se habían olvidado de revisar manualmente los tanques antes de despegar. En el libro de 2003 Lynyrd Skynyrd: Remembering the Free Birds of Southern Rock, Odom informó que el copiloto había sido visto esnifando cocaína la tarde anterior y que se encontraba potencialmente incapacitado para volar; los exámenes toxicológicos practicados durante las autopsias demostraron sin embargo que ambos pilotos no poseían rastro alguno de alcohol ni drogas en su organismo. Odom relató así mismo lo siguiente sobre el momento del impacto:

Todos menos yo llevaban puesto el cinturón de seguridad cuando chocamos, pero todos los asientos menos uno fueron arrancados del suelo y casi todos fueron arrojados hacia los paneles de la pared en una pila de cuerpos rotos que asfixiaron a la gente en la parte inferior.

El informe del accidente establece que el avión pertenecía y era operado por L&J Company, si bien el contrato de alquiler con la compañía de Lynyrd Skynyrd estipulaba que la banda era quien operaba la aeronave y, por consiguiente, la responsable del cumplimiento de la normativa (incluida la gestión de la tripulación). El personal de vuelo trabajaba a su vez para una tercera compañía y el periodo de alquiler era de apenas tres semanas. El informe constata así mismo que la Administración Federal de Aviación (FAA) emprendió acciones legales contra L&J en relación con la responsabilidad del siniestro, concluyendo el análisis de la FAA con la siguiente pregunta: «¿Cómo protege el sistema en tal caso a un arrendatario que no está informado, ya sea por diseño, por inadvertencia o por su propio descuido?».
En 2019, un grupo conocido en YouTube y Facebook como History Seekers, compuesto por investigadores policiales noveles y veteranos, hizo uso de detectores de metales en el lugar del siniestro con el fin de localizar objetos perdidos y conseguir pistas que ayudasen a esclarecer las causas del accidente. Fueron capaces de recuperar parte del panel principal junto con otros restos no descubiertos durante la investigación original. El grupo volvió a la zona un año después y halló más objetos, aunque no se pudo llegar a ninguna conclusión.

## Legado
Tras el accidente, el sello discográfico de la banda, MCA Records, reemplazó la portada del álbum Street Survivors debido a que en ella figuraban los miembros del grupo rodeados de edificios en llamas. El lugar del accidente se ha convertido en un memorial para los fanes, los rescatadores y los supervivientes, con un roble en el que figura tallada la iconografía de Lynyrd Skynyrd, mientras que la zona fue empleada como lugar para rendir tributo por los supervivientes y los rescatadores en el 40.º aniversario de la tragedia.
En 2017, miembros de la banda supervivientes y familiares de los fallecidos interpusieron una demanda para cesar la producción y distribución de la película Street Survivors: The True Story of the Lynyrd Skynyrd Plane Crash (2020), en cuyo elenco figura Pyle. La disputa tuvo su origen en un pacto de sangre hecho por los supervivientes acerca de no volver a utilizar jamás el nombre de Lynyrd Skynyrd con el objetivo de no capitalizar la tragedia. Pese a ello, la película sería finalmente estrenada el 18 de febrero de 2020 en el Hollywood Reel Independent Film Festival.